# Dubovo Brdo
Dubovo Brdo je naseljeno mjesto u općini Kakanj, Federacija Bosne i Hercegovine, BiH.

## Stanovništvo

### 1991.
Nacionalni sastav stanovništva 1991. godine, bio je sljedeći:
ukupno: 268
- Muslimani - 268

### 2013.
Nacionalni sastav stanovništva 2013. godine, bio je sljedeći:
ukupno: 177
- Bošnjaci - 177